# Antonietta Raphaël
Antonietta Raphaël (Kaunas, 29 luglio 1895 – Roma, 5 settembre 1975) è stata una pittrice e scultrice lituana naturalizzata italiana.
È un'artista caratterizzata da una concezione vigorosamente antiaccademica che presiede anche alla sua attività nel campo della scultura, arte che, specie nel secondo dopoguerra, ha costituito l'oggetto del suo impegno maggiore, con la quale in particolare ha sottolineato la tenera e vibrante carnalità presente nella pietra, come nelle opere quali Miriam dormiente e Le tre sorelle, fra le tante.

## Biografia

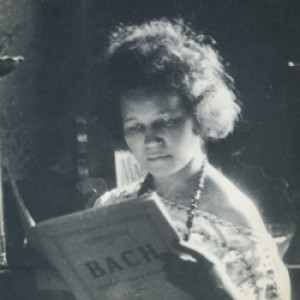
Antonietta Raphaël nel 1918

Figlia di un rabbino, Simon Raphaël, e di Katia Horowitz, si trasferisce con la madre a Londra dopo la morte del padre, dove frequenta il British Museum; sembra conosca Jacob Epstein e Ossip Zadkine, grande scultore francese di origine russa di tendenza espressionista e il poeta Isaac Rosenberg. Antonietta in quel periodo però si occupa soprattutto dello studio della musica, infatti si diploma in pianoforte alla Royal Academy e tiene corsi di solfeggio nell'East End. Alla morte dalla madre nel 1919 si trasferisce a Parigi e nel 1924 a Roma. Nel 1925 frequenta l'Accademia di Belle Arti, conosce Mario Mafai e si lega a lui in un lungo sodalizio. Dalla loro unione nascono tre figlie: Miriam nel 1926, scrittrice, giornalista, compagna fino alla morte di Gian Carlo Pajetta, Simona nel 1928, senatrice, scrittrice, attiva nel movimento delle donne, e Giulia nel 1930, scenografa e costumista.
Nel 1929 esordisce alla I Sindacale del Lazio, con segnalazione di Roberto Longhi. Nel 1930 va a Parigi col marito dove incomincia la sua ricerca artistica per la scultura. Nel 1932 a Londra incontra Jacob Epstein. Si stabilisce definitivamente a Roma dove inizia la Fuga da Sodoma, è ospitata per il suo lavoro dallo scultore Ettore Colla, per un anno, e tra il 1936 e il 1938 è presente alle Sindacali, lavorando in solitudine e la sua plastica fa notare la mancanza di influssi della scultura italiana del periodo sulla sua opera. In questa fase ci sono netti riferimenti ad Émile-Antoine Bourdelle. A causa delle leggi razziali fasciste e delle relative conseguenze si rifugia a Genova, col marito e le figlie; il nucleo familiare è protetto ed aiutato da Emilio Jesi e Alberto Della Ragione.
Negli anni della seconda guerra mondiale (dal 1943 al 1945) la Raphaël, soggiorna a Roma con la figlia Giulia, per tornare nuovamente ad operare a Genova con un gruppo di scultori della vecchia generazione, artisti peraltro non accomunati dallo stesso metodo linguistico. Fra questi si ricordano, oltre alla Raphaël (che si trova a Genova ospite di Della Ragione), Servettaz, Raimondi, Angelo Camillo Maine, assieme ai giovani Eduardo Alfieri, Lorenzo Garaventa, Sandro Cherchi, Agenore Fabbri, Roberto Bertagnin (genero di Arturo Martini) e Luigi Navone. Essi saranno punto di riferimento per molti scultori del panorama genovese del secondo dopoguerra. Alfieri e Garaventa tenteranno un avvicinamento alle avanguardie; Raphaël si dedicherà allo sviluppo del suo rapporto con l'arcaismo nel suo temporaneo soggiorno genovese; Fabbri e Navone rivisiteranno, in modo autonomo alcune espressioni del realismo, mentre Bertagnin procederà nello studio personale del linguaggio martiniano.
Nel 1948 partecipa alla Biennale di Venezia, finalmente, dopo aver passato un pesante periodo non esente da ristrettezze economiche. Dal 1952 la critica incomincia ad apprezzare appieno la sua opera e viene posta in opera un'importante antologica alla Galleria dello Zodiaco di Roma. Nel 1956 vince un premio acquisto alla quarta edizione del Premio Spoleto. Sempre nel 1956 compie un viaggio in Cina, dove con Aligi Sassu, Giulio Turcato, Agenore Fabbri, Tettamanti, Zancanaro, espone a Pechino e successivamente in molte collettive in Europa, Asia e America. All'VIII Quadriennale di Roma del 1959-1960, dedicata alla Scuola romana vengono presentati al grande pubblico molti suoi lavori ponendola definitivamente fra i maggiori esponenti della Scuola: negli anni successivi la Raphaël si dedica quasi esclusivamente alla scultura, tralasciando sempre più il lavoro pittorico. Diversi critici e storici dell'arte hanno dedicato studi alla pittura della Raphaël e tutti sono concordi nel considerare l'artista come vera anticipatrice, antesignana e "madre" di movimenti artistici più recenti, come la Transavanguardia .

## Antonietta Raphaël nei musei
- Museo Novecento di Firenze
- Museo all'aperto Bilotti di Cosenza
- Museo Palazzo Ricci, Macerata
- Galleria d'Arte Moderna GAM, Torino